# Vinha da Rainha
Vinha da Rainha is een plaats (freguesia) in de Portugese gemeente Soure en telt 1583 inwoners (2001).